# Empis chioptera
Empis chioptera är en tvåvingeart som beskrevs av Johann Wilhelm Meigen 1804. Empis chioptera ingår i släktet Empis och familjen dansflugor. Arten är reproducerande i Sverige. Inga underarter finns listade i Catalogue of Life.